# 721 v.Chr.

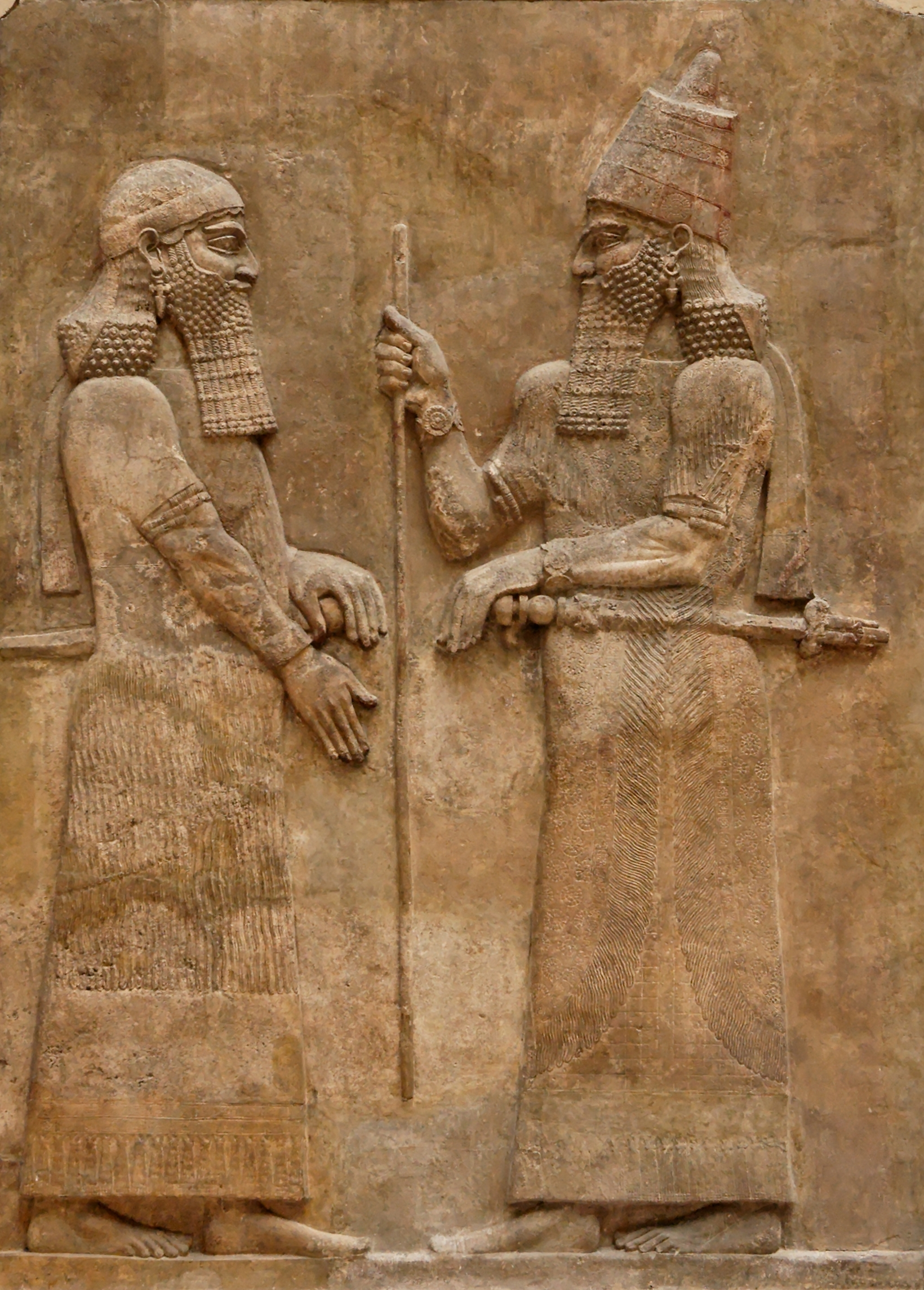
Sargon II (rechts), koning van Assyrië en kroonprins Sanherib.

Het jaar 721 v.Chr. is een jaartal in de 8e eeuw v.Chr. volgens de christelijke jaartelling.

## Gebeurtenissen

### Babylonië
- Koning Marduk-Apla-Iddina II (r. 721 - 710 v.Chr.) bestijgt de troon van Babylon.

### Assyrië
- Koning Sargon II onderdrukt de hardnekkige tegenstand van het koninkrijk Urartu.

### Europa
- Vanuit de havenstad Cumae wordt Zankle, het latere Messina op Sicilië gesticht.